# Calyptomyrmex ryderae
Calyptomyrmex ryderae (лат.) — вид мелких муравьёв рода Calyptomyrmex из подсемейства Myrmicinae (Formicidae). Остров Борнео (G. Mulu National Park, Саравак, Малайзия).

## Описание
Мелкие муравьи, длина тела около 3 мм. Длина головы (HL) от 0,79 до 0,89 мм, ширина  (HW) от 0,89 до 1,01 мм. Сходен с Calyptomyrmex asper, но отличается от него более мелкими размерами, скульптурой головы и более узкими волосками. Длина скапуса усика (SL) от 0,45 до 0,51 мм. Основная окраска тела красновато-коричневого цвета (усики и ноги светлее). Голова и тело покрыты тонкими волосками. Проподеум угловатый, но без шипиков. Глаза мелкие: в наибольшем диаметре 5-6 омматидия. На голове развиты глубокие усиковые бороздки, полностью вмещающие антенны. Усики самок и рабочих 12-члениковые с булавой из 3 вершинных члеников (у самцов усики 12-члениковые, но без булавы). Максиллярные щупики 2-члениковые, нижнечелюстные щупики из 2 члеников. Наличник широкий с двулопастным выступом (клипеальная вилка). Стебелёк между грудкой и брюшком состоит из двух члеников: петиолюса и постпетиолюса (последний четко отделен от брюшка), жало развито, куколки голые (без кокона). Петиоль, постпетиоль и брюшко пунктированные. Вид был впервые описан в 2011 году австралийским мирмекологом Стивом Шаттаком (Steven O. Shattuck, CSIRO Ecosystem Sciences, Канберра, Австралия).